# 화이트 마쉬 전투
화이트 마쉬 전투(Battle of White Marsh)는 미국 독립 전쟁 중 필라델피아 방면 작전 중인 1777년 12월 5일부터 12월 8일에 걸쳐, 현재 펜실베이니아 포트 워싱턴 근처 화이트 마쉬에서 벌어진 전투이다. 일련의 교전 형태를 취한 이 전투는 1777년에 영국군과 미국 대륙군의 마지막 교전이 되었다. 영국군 지휘관 윌리엄 하우는 점령하고 있었던 필라델피아에서 전 부대를 동원하여 겨울이 시작되기 전에 조지 워싱턴과 대륙군을 잡으려고 생각했다. 워싱턴은 영국군의 공격을 물리쳤지만, 하우는 워싱턴과의 교전에서 결판을 내지 못한 채, 필라델피아로 돌아갔다. 영국군이 철수한 후, 워싱턴 군은 밸리 포지의 겨울 숙영지로 물러났다.

## 배경
1777년 10월 4일 저먼타운 전투에서 패배한 후 워싱턴 군은 퍼키오멘 크릭(Perkiomen Creek)을 넘어 스킵팩 파이크(Skippack Pike)를 따라 폴링즈 밀(Pawling's Mill)까지 철수하여 그곳에서 10월 8일까지 주둔을 했다. 그런 다음 스킵팩 파이크로 동쪽으로 이동했고, 포티 풋 도로(Forty-Foot Road)에서 왼쪽 편으로 틀어, 서머니타운 파이크(Sumneytown Pike)로 행군을 했다. 그곳에서 타와멘신 마을(Towamencin)에 있는 컬프스빌(Kulpsville) 가까운 프레데릭 웜폴(Frederick Wampole)의 소유지에 병영을 마련했다. 그곳에 있는 동안, 프랜시스 내시 장군이 저먼타운 전투에서 입은 상처가 도져 사망을 했고, 메노나이트 공동묘지에 묻혔다. 워싱턴은 타와멘신에서 일주일을 머물면서, 보급품을 조달하고, 하우의 이동 경로를 파악했다. 10월 16일, 워싱턴은 워체스터 타운에 있는 메탁턴 힐로 군대를 이동했다. 하우의 군대가 저먼타운에서 필라델피아로 철수했다는 소식을 듣고, 10월 20일 워싱턴은 그의 군대를 필라델피아에서 8 km 근접한 윗페인(Whitpain)으로 이동시켰다. 이때 비록 매릴랜드와 버지니아에서 온 많은 군인들의 복무기간이 만료가 되었지만, 워싱턴 군은 8,313명의 대륙군과 2,717명의 민병대를 소유하고 있었다. 병력이 보충되었기 때문에, 워싱턴은 델라웨어 강변의 미핀과 머서 요새에 방어를 돕기 위해 소장을 급파했다. 11월 2일 작전 회의의 추천으로 워싱턴은 군대를 필라델피아 북서쪽 21 km 지정에 있는 화이트 마쉬로 이동시켰다. 화이트 마쉬에서 군대는 보루와 방어시설물을 구축했다.
새러토가 전투에서 영국군 존 버고인 장군의 항복 이후, 워싱턴은 로드아일랜드의 바넘 소장이 이끄는 1,200명의 병력과 펜실베이니아, 매릴랜드, 버지니아 부대의 1,000명 이상을 포함해서 병력을 북부로 끌어오고 있었다. 호레이쇼 게이츠 소장은 대니얼 모건 대령의 소총부대와 패터슨과 글로버 여단을 파견했다. 이 증원군으로 그리고 막 시작될 겨울로 인해 워싱턴은 군대의 보급문제에 직면했다.

## 전투
12월 5일 새벽, 콘월리스 군이 대륙군의 전선을 오른쪽 3마일(5 km)의 체스트넛 힐에 있는 곳을 찾아, 앨런 맥클레인 대위의 정찰대가 베가타운 (오늘의 마운트 에어리) 가까이에서 총격을 가했다.

## 같이 보기
- 미국 독립 전쟁